# Evelyn Cecil, 1. Baron Rockley

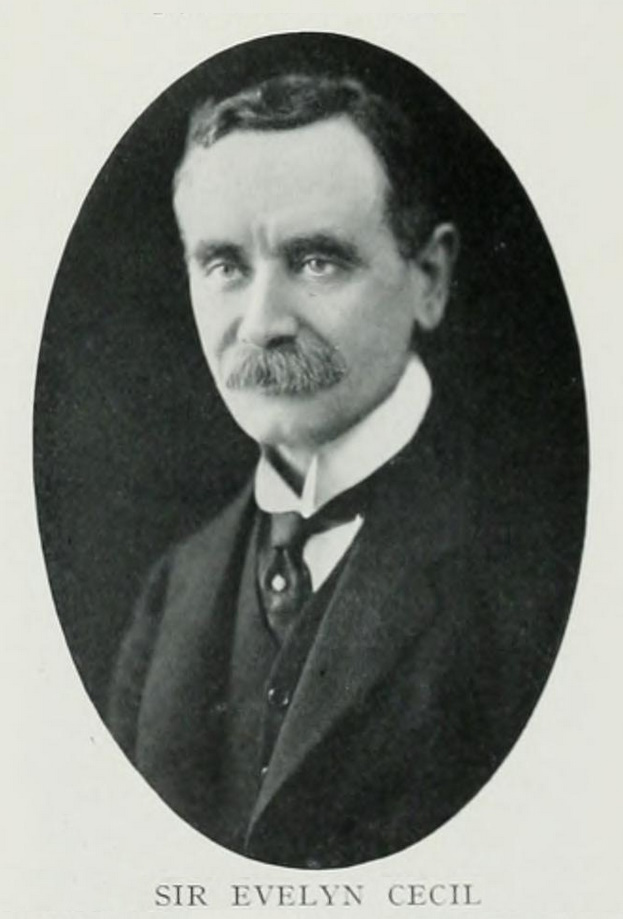
Evelyn Cecil (1922)

Evelyn Cecil, 1. Baron Rockley, GBE, PC (* 30. Mai 1865 in Mayfair; † 1. April 1941 in Poole) war ein britischer Jurist und Politiker der Conservative Party.

## Leben
Cecil war der älteste Sohn von Lord Eustace Gascoyne-Cecil, dem zweiten Sohn des James Gascoyne-Cecil, 2. Marquess of Salisbury, und Lady Gertrude Louisa Scott, Tochter des John Scott, 2. Earl of Eldon. Robert Cecil, 1. Viscount Cecil of Chelwood, und Arthur Balfour, 1. Earl of Balfour, waren seine Cousins.
Er besuchte das Eton College und studierte am New College der Universität Oxford. 1889 wurde er am Inner Temple als Barrister zugelassen. Zwischen 1891 und 1892 sowie 1895 und 1902 war er Privatsekretär seines Onkels, des Premierministers Robert Gascoyne-Cecil, 3. Marquess of Salisbury. Cecil war von 1898 bis 1929 Abgeordneter im House of Commons, anfangs für den Wahlkreis East Hertfordshire, von 1900 bis 1918 für Aston Manor und danach für Birmingham Aston.
Von 1915 bis 1921 war er Generalsekretär des Order of Saint John. 1917 wurde er ins Privy Council aufgenommen und 1922 als Knight Grand Cross des Order of the British Empire („Sir“) geadelt.
1921 hinterließ ihm sein Vater das Gut Lytchett Heath in Poole, Dorset. 1926 erhielt er auch eine Zulassung als Barrister in New South Wales, Australien.
Am 11. Januar 1934 wurde er als Baron Rockley, of Lytchett Heath in the County of Dorset, zum erblichen Peer erhoben und dadurch Mitglied des House of Lords.

## Ehe und Nachkommen
Am 16. Februar 1898 heiratete er Hon. Alicia Margaret Tyssen-Amherst, Tochter des William Tyssen-Amherst, 1. Baron Amherst of Hackney. Sie hatten drei Kinder:
- Robert William Evelyn Cecil, 2. Baron Rockley (1901–1976);
- Hon. Margaret Gertrude Cecil († 1962) ⚭ Herbert Lane;
- Hon. Maud Katharine Alicia Cecil († 1981) ⚭ Richard Steel.

Als er 1941 starb, erbte sein Sohn seinen Adelstitel.

## Werke
- Notes of My Journey Round the World. 1889.
- Primogeniture. 1895.